# Rue Clémence-Royer
La rue Clémence-Royer est une voie du 1er arrondissement de Paris, en France. 

## Origine du nom

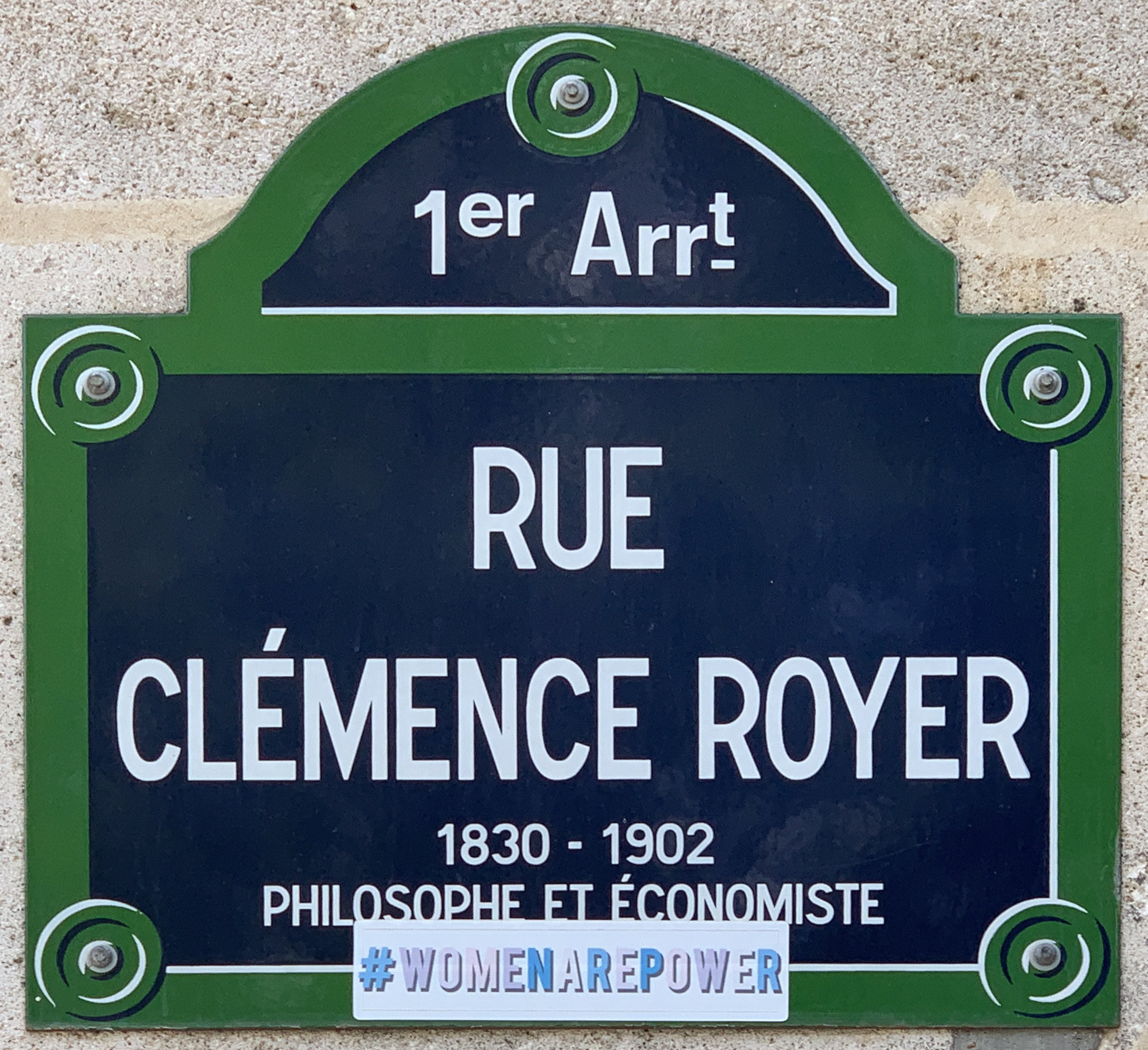
Plaque de la rue.

Elle doit son nom à Clémence Royer (1830-1902), philosophe, scientifique et figure du féminisme du XIXe siècle.

## Historique
Créée en 1886, elle porte son nom actuel depuis 1904. Son côté pair a été démoli dans le cadre de la transformation et l’aménagement du secteur des Halles.

## Pour approfondir